# Кинематика робота
Кинематика робота примењује геометрију за проучавање кретања кинематичких ланаца са вишеструким степеном слободе који формирају структуру роботских система. Нагласак на геометрији значи да су везе робота обликоване као крута тела и да се претпоставља да његови зглобови пружају чисту ротацију или транслацију.
Кинематика робота проучава однос између димензија и повезаности кинематичких ланаца и положаја, брзине и убрзања сваке од карика у роботском систему, како би планирао и контролисао кретање и за израчунавање актуатора сила и обртног момента с. Однос између својстава масе и инерције, кретања и придружених сила и обртних момената проучава се као део динамика робота.

## Кинематичке једначине
Основно средство у кинематици робота су кинематичке једначине кинематичких ланаца који творе робота. Ове нелинеарне једначине користе се за мапирање заједничких параметара у конфигурацији роботског система. Кинематичке једначине се такође користе у биомеханици костура и рачунарској анимацији зглобних ликова.
Директна кинематика користи кинематичке једначине робота за рачунање положаја крајњег ефектора из одређених вриједности за спојне параметре. Обрнути поступак који израчунава параметре споја који постижу одређени положај крајњег ефектора познат је као инверзна кинематика. Димензије робота и његове кинематичке једначине одређују запремину простора робота који је доступан, познат као његов радни простор.
Постоје две широке класе робота и придружене кинематичке једначине: серијски манипулатори и паралелни манипулатори. Остале врсте система са специјализованим кинематичким једначинама су ваздушни, копнени и потопни мобилни роботи, хипер-редундантни или роботи змија,  и хуманоидни роботи.

### Директна кинематика
Директна кинематика одређује заједничке параметре и израчунава конфигурацију ланца. За серијске манипулаторе, то се постиже директном супституцијом параметара зглоба у једначине напредне кинематике за серијски ланац. За паралелне манипулаторе, замена параметара зглоба у кинематичке једначине захтева решење скупа полиномских ограничења да би се одредио скуп могућих локација крајњих ефектора.

### Инверзна кинематика
Инверзна кинематика специфицира локацију крајњег ефектора и израчунава повезане углове зглоба. За серијске манипулаторе, ово захтева решење скупа полинома добијених из кинематичких једначина и даје вишеструке конфигурације ланца. Случај општег 6Р серијског манипулатора (серијски ланац са шест револуционарних зглобова) даје шеснаест различитих инверзних кинематичких решења, која су решења полинома шеснаестог степена. За паралелне манипулаторе, спецификација локације крајњег ефектора поједностављује кинематичке једначине, што даје формуле за заједничке параметре.

## Робот Јакоби
Извод из кинематичких једначина даје јакоби робота (односи на рад математичара Карла Густава Јакоба Јакобиа), који повезује брзине зглоба са линеарном и угаоном брзином крајњег ефектора. Принцип виртуелног рада показује да Јакоби такође обезбеђује везу између обртних момената и резултујуће силе и обртног момента које примењује крајњи ефектор. Једноструке конфигурације робота идентификују се проучавањем Јакобија.

### Кинематика брзине
Робот Јакоби резултира скупом линеарних једначина које односе стопе спајања на шест вектора формирани из угла и линеарне брзине крајњег ефектора, познате као окрет. Одређивање заједничких брзина даје директно завртање ефектора.
Проблем инверзне брзине тражи заједничке брзине које пружају одређено заокретање крајњег ефектора. Ово се решава инвертирањем џакобијеве матрице. Може се догодити да је робот у конфигурацији у којој Јакоби нема инверзију. То су назване сингуларне конфигурације робота.

### Анализа статичке силе
Принцип виртуелног рада даје скуп линеарних једначина које повезују резултујући вектор силе-момента шест, назван кључем, који делује на крајњи ефектор и заједничке обртне моменте робота. Ако је крајњи ефекторски кључ познат, директним прорачуном добијају се обртни моменти споја.
Проблем инверзне статике тражи кључ за крајњи ефектор који је повезан са датим скупом обртних момената и захтева инверзију џакобијеве матрице. Као и у случају анализе инверзне брзине, код сингуларних конфигурација овај проблем се не може решити. Међутим, у близини сингуларности, мали обртни моменти актуатора резултирају великим кључем за крајњи ефектор. Стога роботи у конфигурацији близу сингуларности имају велике механичке предности.

## Поља студирања
Кинематика робота такође се бави планирањем кретања, избегавањем сингуларитета, редунданце, избегавањем судара, као и кинематском синтезом робота.